# Handbol als Jocs Olímpics d'estiu de 1984
Als Jocs Olímpics d'Estiu de 1984 celebrats a la ciutat de Los Angeles (Estats Units d'Amèrica) es disputaren dues competicions d'handbol, una en categoria masculina i una altra en categoria femenina. La competició tingué lloc al Titan Gym de la California State University, Fullerton entre els dies 31 de juliol i 11 d'agost de 1984.
Com ja havia passat als Jocs de 1980, la URSS va liderar un boicot que va fer ombra als Jocs de Los Angeles. Molts equips, especialment de l'Europa de l'Est, es van abstenir de participar. Des de la reintroducció de l'handbol en els Jocs Olímpics d'estiu el 1972, les 15 medalles d'aquest esport havien estat guanyades per equips de l'Europa de l'Est, i la majoria d'aquestes no competirien el 1984. Com a resultat, els organitzadors es van veure obligats a nominar a molts altres països amb poca antelació.

## Comitès participants
Hi participaren un total de 259 jugadors d'handbol, 177 homes i 82 dones, de 14 comitès nacionals diferents:
| Categoria masculina - Algèria - Corea del Sud - Dinamarca - Espanya - Estats Units - Islàndia - Iugoslàvia - Japó - RFA - Romania - Suècia - Suïssa |  | Categoria femenina - Àustria - Corea del Sud - Estats Units - Iugoslàvia - RFA - R.P. de la Xina |

## Resum de medalles[2]
| Prova                   | Or | Argent | Bronze |
| Handbol masculí Detalls | Iugoslàvia Zlatan Arnautović · Mirko Bašić · Jovica Elezović · Mile Isaković · Pavle Jurina · Milan Kalina · Slobodan Kuzmanovski · Dragan Mladenović · Zdravko Rađenović · Momir Rnić · Branko Štrbac · Veselin Vujović · Veselin Vuković · Zdravko Zovko                                       | RFA Jochen Fraatz · Thomas Happe · Arnulf Meffle · Rüdiger Neitzel · Michael Paul · Dirk Rauin · Siegfried Roch · Michael Roth · Ulrich Roth · Martin Schwalb · Uwe Schwenker · Thomas Springel · Andreas Thiel · Klaus Wöller · Erhard Wunderlich | Romania Mircea Bedivan · Dumitru Berbece · Iosif Boroş · Alexandru Buligan · Gheorghe Covaciu · Gheorghe Dogărescu · Marian Dumitru · Cornel Durău · Alexandru Fölker · Nicolae Munteanu · Vasile Oprea · Adrian Simion · Vasile Stîngă · Neculai Vasilcă · Maricel Voinea |
| Handbol femení Detalls  | Iugoslàvia Svetlana Anastasovska · Alenka Cuderman · Svetlana Dašić-Kitić · Slavica Đukić · Dragica Đurić · Mirjana Đurica · Emilija Erčić · Ljubinka Janković · Jasna Kolar-Merdan · Ljiljana Mugoša · Svetlana Mugoša · Mirjana Ognjenović · Zorica Pavićević · Jasna Ptujec · Biserka Višnjić | Corea del Sud Han Hwa-Soo · Jeong Hyoi-Soon · Jeung Soon-Bok · Kim Choon-Rye · Kim Kyung-Soon · Kim Mi-Sook · Kim Ok-Hwa · Lee Soon-Ei · Lee Young-Ja · Shon Mi-Na · Sung Kyung-Hwa · Yoon Byung-Soon · Yoon Soo-Kyung                             | R.P. de la Xina Chen Zhen · Gao Xiumin · He Jianping · Li Lan · Liu Liping · Liu Yumei · Sun Xiulan · Wang Linwei · Wang Mingxing · Wu Xingjiang · Zhang Weihong · Zhang Peijun · Zhu Juefeng                                                                              |

## Medaller[1]
| Posició | País            | Or | Argent | Bronze | Total |
| 1       | Iugoslàvia      | 2  | 0      | 0      | 2     |
| 2       | Corea del Sud   | 0  | 1      | 0      | 1     |
| 2       | RFA             | 0  | 1      | 0      | 1     |
| 4       | Romania         | 0  | 0      | 1      | 1     |
| 4       | R.P. de la Xina | 0  | 0      | 1      | 1     |